# Доналд Маккинли
Доналд Маккинли е шотландски футболист, който играе като ляв бек. Той прекарва голяма част от кариерата си в Ливърпул, където става шампион на Англия два пъти.

## Ранна кариера
Роден в Глазгоу, израства в миньорското селище Нютън. Започва своята кариера в местния Нютън Суифтс, след това преминава през отборите на Ръдърглен Уудбърн и Нютън Вила.

## Ливърпул
Маккинли се присъединява към Ливърпул през 1910. Той е капитан на тима от 1922 до 1928 г. Изиграва 434 мача, в които вкарва 34 гола. Става шампион с Ливърпул през сезон 1921 – 22 и 1922 – 23. През 1914 г. губи финала на ФА Къп от Бърнли. Контузия прекратява неговата кариера в Ливърпул през 1929 г.